# Gyokudō Kawai
Gyokudō Kawai (川合 玉堂?, Kawai Gyokudō), pseudonimo di Yoshisaburō Kawai (川合 芳三郎?, Kawai Yoshisaburō; Ichinomiya, 24 novembre 1873 – 30 giugno 1957), è stato un pittore giapponese attivo durante il periodo Meiji e il periodo Shōwa, conosciuto principalmente per le sue opere in stile nihonga ed Artista della Casa imperiale.

## Biografia
Gyokudō Kawai nacque nella città oggi conosciuta come Ichinomiya, prefettura di Aichi, primogenito di un commerciante in materiali pittorici (carta, inchiostri e pennelli). 
Nel 1887 si trasferisce a Kyoto per studiare pittura con Mochizuki Gyokusen e successivamente con Kōno Bairei nello stile Maruyama. Solo a partire dagli anni novanta incomincia a firmarsi con lo pseudonimo di Gyokudō. 
Dal 1896 è a Tokyo come allievo di Hashimoto Gahō della scuola Kanō. Studia anche la pittura occidentale e sviluppa uno stile molto personale, in particolare nell'ambito della pittura di paesaggio nella quale sintetizza aspetti propri degli stili e delle tecniche della scuola Maruyama e Kanō con motivi realistici di derivazione dalla pittura occidentale. Gyokudō è conosciuto per le opere policrome, e più raramente monocrome, che ritraggono montagne e fiumi (sansuiga) del Giappone rappresentati nelle varianti delle quattro stagioni, con uomini e animali ritratti come parte del paesaggio naturale. 
Nel 1898, Gyokudō Kawai con Okakura Kakuzō e Yokoyama Taikan fonda il Nihon Bijutsuin (Accademia giapponese d’arte). Nel 1907, Gyokudō viene selezionato come giurato alla prima mostra annuale Bunten indetta dal Ministero dell'istruzione. 
È stato docente a partire dal 1919 al Tokyo Bijutsu Gakkō, poi Istituto d’arte di Tokyo. 
Nel 1940, è stato insignito dell'Ordine della Cultura dal governo giapponese. 
La maggior parte dei suoi lavori sono conservati ed esposti al Gyokudo Art Museum, a Ōme (Tokyo).

## Opere principali

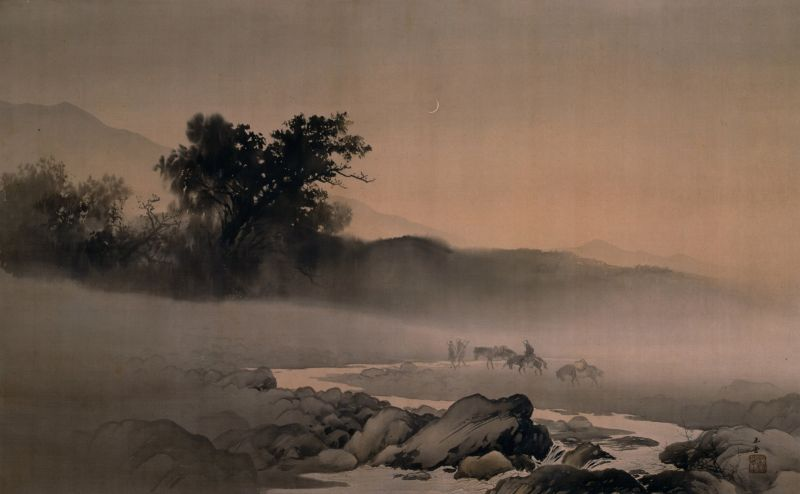
Luna nuova – China su seta – Museo nazionale d’Arte moderna, Tokyo

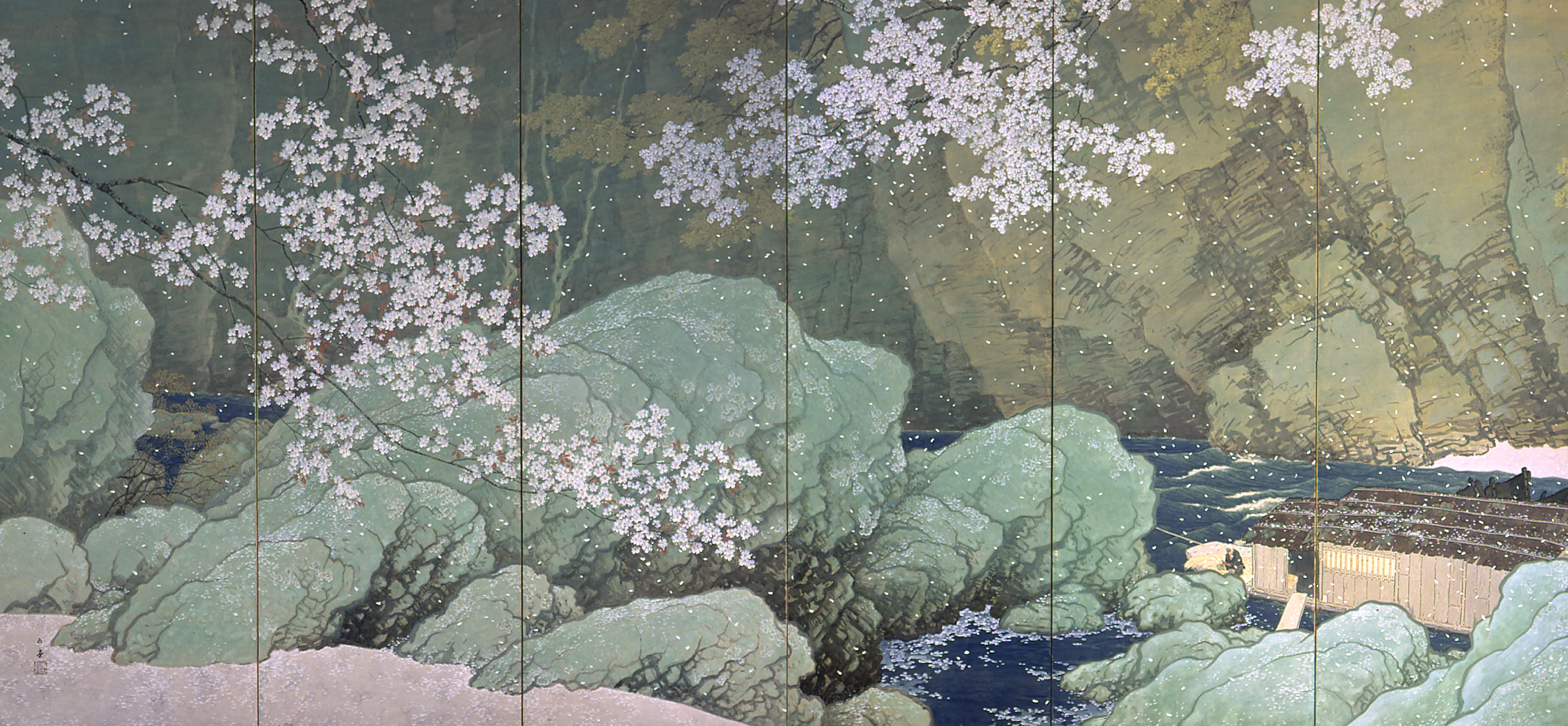
Primavera che va – paravento a 6 ante – Museo nazionale d’Arte Moderna, Tokyo

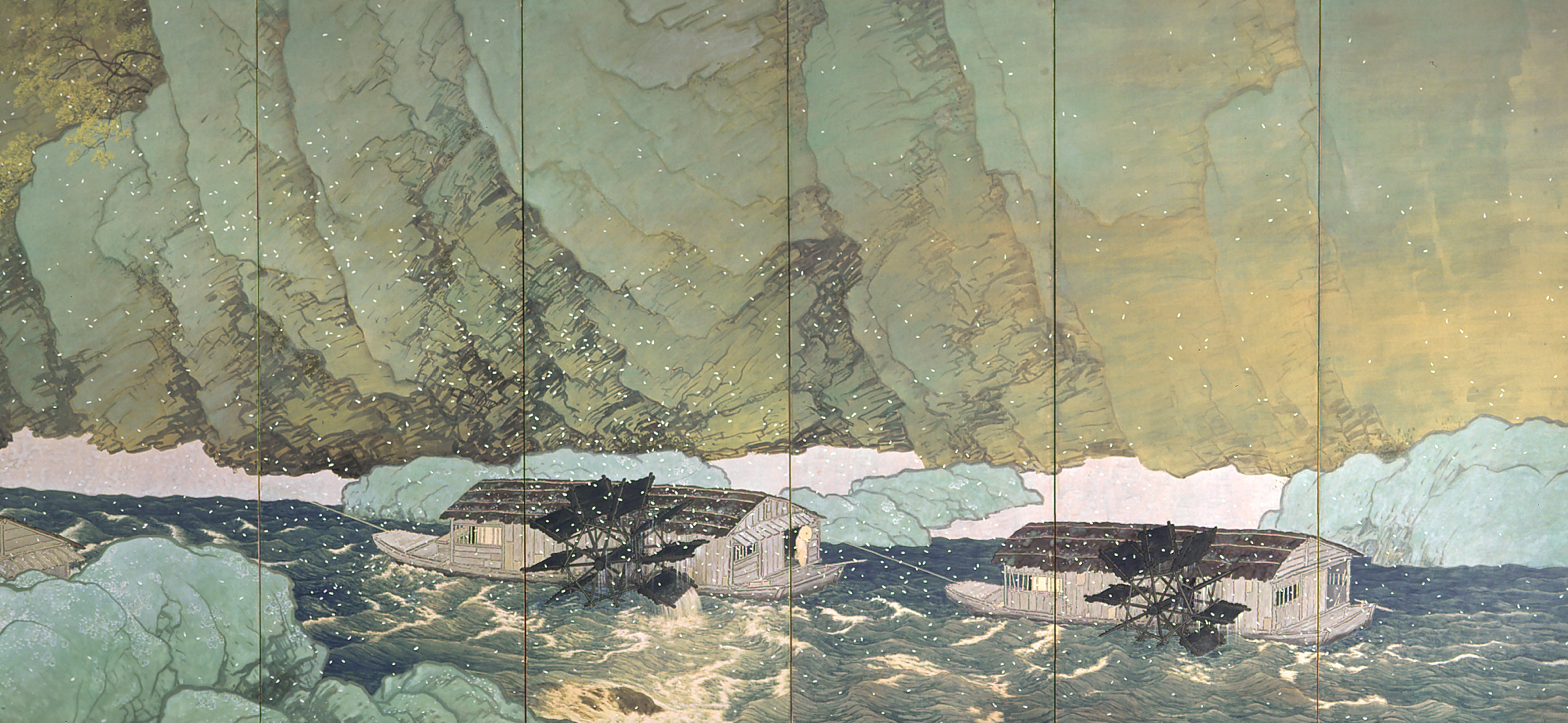
Primavera che va – secondo paravento – Museo d’Arte moderna, Tokyo

- La pesca con i cormorani sul fiume Nara (“Naragawa ukai”) (1895) – Museo Yamatane
- Luna nuova (Futsuka zuki) (1907) – Museo nazionale d’Arte moderna, Tokyo – China su seta, premiato alla Mostra di Tokyo nel medesimo anno
- Montagna avvolta nella nebbia (“Shinzan nōmu zu”) (1909) – Museo nazionale di Tokyo
- Primavera che va (Yuku haru) (1916) – Museo Nazionale d’Arte moderna di Tokyo – costituito da una coppia di paraventi a 6 ante - designato quale bene culturale importante
- Crepuscolo in cima alla montagna ( Mine-no-yu)
- Neve sul far della sera (Bosetsu)
- Paesaggio montano con nuvole e pioggia (Sanu shinsei) (1929) – Museo Nikaido
- Foschia mattutina (Asamoya) (1938) – Museo nazionale d’Arte moderna di Tokyo
- Pioggia autunnale (“Saiu”) (1940) - Museo Nazionale d’Arte moderna di Tokyo